# Lymphopénie
Une lymphopénie (ou lymphocytopénie) est caractérisée par un nombre de lymphocytes inférieur à la normale lors d'un hémogramme, soit moins de 1500 par mm³.

## Normes
Une légère lymphopénie existe naturellement dans une partie de la population, elle n’est réellement  inquiétante que si elle descend sous les 1000 lymphocytes par mm³. Une lymphopénie chronique et inférieure à 500/mm³ expose au risque d'infections opportunistes.
Chez le jeune enfant, le taux de lymphocytes est habituellement plus important et dépasse 2800/mm³ chez le nourrisson de moins de trois mois.

## Causes possibles
Une infection virale est une cause banale de lymphopénie. Elle est présente, par exemple, chez la majorité des patients ayant une infection par virus grippal de type H1N1. Elle existe lors d'une infection par le VIH, secondaire à une destruction de certains lymphocytes par ce dernier. Cette infection doit être recherchée de principe en cas de lymphopénie persistante.
Une infection bactérienne ou fongique est la cause d'un peu plus d'un tiers des lymphopénies profondes trouvées chez un patient hospitalisé.
Elle est beaucoup plus fréquente chez la personne âgée, sans que cela ait une signification ou comporte des conséquences.
Les autres causes sont :
- une corticothérapie prolongée ;
- une chimiothérapie ;
- certaines maladies auto-immunes dont la sclérose en plaques (avec traitement immunosuppresseur);
- un déficit congénital ;
- certaines tumeurs, par exemple un lymphome hodgkinien ;
- infection par le parvovirus B19 ;
- une carence en zinc[4], éventuellement par compétition d'absorption avec le fer[5] ;
- un effet indésirable d'un médicament comme le carbimazole.
- une infection au Sars-Cov-2 [6]

En règle générale, une lymphopénie modérée et sans cause évidente retrouvée est bien tolérée et ne nécessite qu'une simple surveillance.